# نذر
النذر (أو النذيرة) في السياق الديني هو ما يوهب في الأماكن المقدسة تعبّداً بغير سابق نية في استعادته.
يوجد مبدأ النذر في الأديان الإبراهيمية، كما يوجد في غيرها، مثل البوذية.